# Ágrip

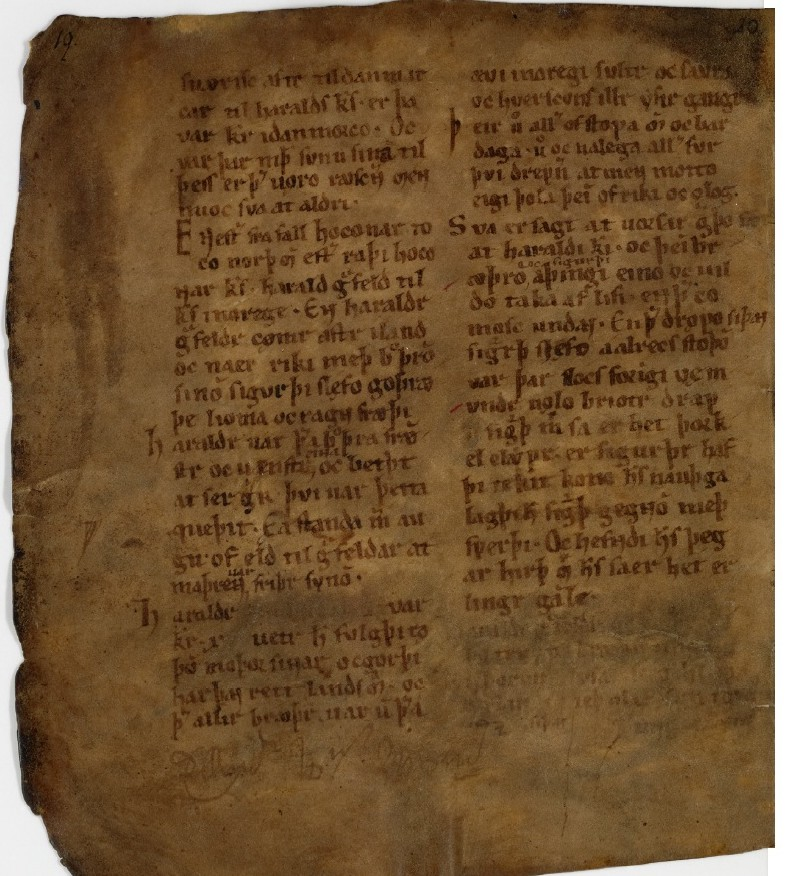
Seite aus der Ágrip-Handschrift

Das Ágrip (anord. „Übersicht, Kurzfassung, Grundriss“) oder Ágrip af Nóregs konunga sögum („Abriss der Geschichte der Könige Norwegens“) ist das älteste erhaltene Übersichtswerk über die Geschichte Norwegens in altnordischer Sprache. Es ist nur in einer nicht vollständigen isländischen Abschrift aus dem Beginn des 13. Jahrhunderts erhalten, die sich im Arnamagnaeischen Institut in Kopenhagen befindet (AM 325 II 4to).

## Inhalt
Das überlieferte Werk gibt eine zusammenfassende Übersicht über Geschichte der Könige von Harald Hårfagre bis in die fünfziger Jahre des 12. Jahrhunderts. Aber ursprünglich umfasste es den Zeitraum von seinem Vater Halvdan Svarte bis 1177. Es wurde zur Regierungszeit König Sverres in Trøndelag verfasst. Der Verfasser war nach herrschender Auffassung Norweger.
Der Text geht auf einige wenige Vorlagen zurück und baut im Übrigen auf mündliche Tradition auf. Als schriftliche Quelle lässt sich das auf Latein abgefasste Werk des Theodoricus Monachus „Historia de antiquitate regum Norwagiensium“ identifizieren. Auch die 1849 in Schottland gefundene „Historia Norwegiæ“ aus der Zeit um 1210 zeigt eine deutliche Ähnlichkeit an vielen Stellen. Dies ist möglicherweise darauf zurückzuführen, dass beide aus einer weiter zurückliegenden verlorenen lateinischen Quelle schöpften. Denn der Verfasser der Historia Norwegiae kannte die Ágrip nicht. Außerdem  greift das Ágrip auf eine Sondertradition bei der Geschichte von Håkon dem Guten zurück.

## Verfasser
Der Verfasser stand wie die Historia Norwegiae und Thodricus Monachus in der Tradition kontinentaleuropäischer Sicht auf die Geschichte, grundgelegt vor allem durch Augustinus. Der Verfasser hatte außerdem ein besonderes Interesse an der Gesetzgebung. Er legte auch auf genaue Zeitbestimmung wert. Er ergriff Partei für die norwegischen Könige gegenüber dem Ausland. Er stand damit und mit seinem chronologischen Interesse in der Tradition der isländischen und übrigen europäischen Geschichtsschreibung. Während Theodricus Monachus von einer religiösen Geschichtsauffassung geleitet wurde, war der Verfasser des Ágrip profan eingestellt. Es ist der Beginn einer profanen Geschichtsschreibung, die in der Heimskringla dann zur vollen Blüte kommt. Es geht um den Gegensatz von Königtum und Aristokratie. Beide, der Verfasser von Ágrip und Thedricus Monachus, haben aber die gleiche literarische Gestaltungsweise: Die Könige werden dramatisch gegeneinander oder gegen die Goden und Jarle aufgestellt. Außerdem kategorisieren beide die Herrscher in gute und böse ein, in gerechte Könige und Tyrannen. Die Einführung des Christentums ist bei beiden Hauptthema. Die Ereignisse werden vom König und seiner ethischen Einstellung bestimmt, bei Theodorus Monachus manchmal auch durch Gottes Eingreifen.

## Entstehung des Werkes
Es ist umstritten, ob das Ágrip auf Veranlassung König Sverres geschrieben wurde. Das ist von Bedeutung für die Schilderung der Söhne Harald Gilles. Sigurd Munn, Sverres Vater, und sein Bruder Øystein werden scharf kritisiert und als opstopamaður (opstopi=superbia=Hochmut) gekennzeichnet. Das ist das übliche Attribut des tyrannischen Herrschers. Inge Krogrygg wird mit den Eigenschaften eines „guten Königs“ ausgestattet. Das weist auf eine sverrefeindliche Tendenz hin und macht einen Auftrag des Königs unwahrscheinlich.
Sowohl das Fagrskinna als auch die Heimskringla haben das Ágrip als Quelle benutzt. Das Morkinskinna enthält eine Reihe Interpolationen aus dem Ágrip.